# مگان کلینگنبرگ
مگان الیزابت کلینگنبرگ (انگلیسی: Meghan Elizabeth Klingenberg؛ زادهٔ ۲ اوت ۱۹۸۸) یک بازیکن فوتبال اهل ایالات متحده آمریکا است.
از باشگاه‌هایی که در آن بازی کرده‌است می‌توان به مجیک‌جک، بوستون بریکرز، وسترن نیویورک فلش، تیرسو اف‌اف، هیوستون دش اشاره کرد.
وی از سال ۲۰۱۱ در تیم ملی فوتبال زنان ایالات متحده آمریکا بازی کرده‌است.